# Académie nationale soudanaise des sciences
L'Académie nationale soudanaise des sciences (Sudanese National Academy of Sciences, SNAS) est une organisation non gouvernementale basée à Khartoum, au Soudan, qui vise à promouvoir la croissance du secteur des sciences et de la recherche au Soudan grâce à une collaboration dans les domaines de l'éducation, des sciences, de la technologie et de la recherche.

## Histoire
L'Académie est fondée par un groupe de scientifiques soudanais en août 2005,, dont Ahmed Mohamed El Hassan et Muntaser Ibrahim (en). Ahmed Mohamed El Hassan est le président fondateur du SNAS, et il est remplacé par Mohamed Hag Ali Hassan,, qui a cofondé de nombreux conseils scientifiques et est également président de l'Académie mondiale des sciences. Depuis avril 2023, le vice-président du SNAS est Muntaser Ibrahim, le secrétaire général est Mustafa El Tayeb et le trésorier est Suad Sulaiman (en),.

## Objectifs et travaux
La SNAS est une organisation indépendante à but non lucratif composée de scientifiques soudanais exceptionnels dans le pays et à l'étranger, et certains scientifiques étrangers sont des membres invités. Son siège est temporairement situé à l'université de Khartoum.
L'organisation est considérée comme la plus haute institution universitaire du Soudan et œuvre pour soutenir et promouvoir la recherche scientifique et l'innovation dans le pays. Les principaux objectifs de l'Académie sont d'élever le niveau et de développer davantage la recherche théorique et appliquée au Soudan, ainsi que de créer un observatoire national des sciences, de la technologie et de l'innovation.
La SNAS organise des ateliers et des cours de formation, tels que le renforcement des capacités pour la création d'un observatoire national des sciences, de la technologie et de l'innovation au Soudan et le suivi et la mesure des indicateurs de la science, de la technologie et de l'innovation,. La SNAS est impliquée dans diverses activités telles que l'organisation d'événements et de conférences scientifiques, le soutien à la recherche scientifique et la fourniture de cours de formation en science, technologie et innovation. L'Académie achève son plus grand projet scientifique financé par l'Agence des États-Unis pour le développement international (USAID), qui est un appel à études sur la science de l'arachide et de l'aflatoxine dans l'extraction de l'or au Soudan,.
La SNAS participe à la célébration de la Semaine du Soudan et à l'organisation de la 3ème conférence communautaire en collaboration avec l' Institut de recherche scientifique de Khartoum.
Le 21 septembre 2023, la SNAS lance un appel aux institutions universitaires mondiales, les exhortant à aider les professeurs universitaires et les étudiants déplacés par le conflit violent en cours dans le pays. La guerre, qui fait rage depuis avril, ravage la communauté scientifique soudanaise, endommageant plus de 100 universités et centres de recherche. L'appel demande que les collègues des académies nationales autorisent l'admission des étudiants et des professeurs soudanais et sollicitent des contributions pour la reconstruction des installations ravagées par la guerre. La situation est qualifiée de « critique » pour les universitaires au Soudan, et la reprise devrait prendre au moins cinq ans, de nombreux universitaires et étudiants étant dispersés dans des zones dépourvues de moyens de communication modernes,.

## Membres
La SNAS élit parmi ses membres d'éminents scientifiques soudanais. Parmi les membres de la SNAS figurent Elfatih Eltahir (en) (professeur Bhumibol d'hydrologie et de climat au Massachusetts Institute of Technology),, Mohamed El-Amin Ahmed El-Tom (professeur de mathématiques et premier ministre de l'Éducation après la révolution soudanaise) en 2007 , Ahmed Hassan Fahal (professeur de chirurgie à l'Université de Khartoum) en 2007 et Nimir Elbashir (professeur à la Texas A&M University au Qatar) en 2022,.

## Structure affiliée
L'académie a créé l'Académie soudanaise des jeunes scientifiques (Sudanese Academy of Young Scientists, SAYS),,.